# 万富駅 (宜蘭県)
二万五駅（にまんごえき、繁体字台湾語: 萬富車站）は台湾宜蘭県三星郷にかつて存在した羅東森林鉄路（太平山森林鉄路羅東線）の駅。
開業時の駅名は二万五（二萬五）で、旅客化前に一帯で運行されていた台南製糖（沖縄製糖の前身）のサトウキビ列車が二万五千株の糖蔗を運搬していた、あるいは収穫量が二万五千斤だったこととされている。
廃止後に駅舎や線路は撤去されたが、2017年4月14日に駅舎が再現されたバス停が供用、
また、2014年には付近の住民が民家を駅舎風に改装したカフェ「二萬五車站」を開業させている。

## 沿革
- 1920年（大正9年）1月6日 - 台南製糖の路線（天送埤以東）を借用して輸送を開始[5][6]。
- 1921年（大正10年） - 天送埤以西が開通[5][7]。
- 1924年（大正13年）1月27日 - 竹林まで延伸し全線開業[6]。
- 1926年（大正15年）5月18日 - 旅客扱い開始に伴い駅を設置[5]。
- 1954年8月15日 - 1950年の地名の改称に伴い[8]、万富に改称[9][10]。
- 1976年 - 大洲とともに無人駅となる[11]。
- 1979年8月1日 - 全線廃止[7]。

## 駅周辺
- 県道196号 (台湾)
- 宜蘭県立万富国民小学

## バス
最寄りの停留所は《萬富》
| 系統 | 管轄     | 事業者   | 区間                        | 備考 |
| ---- | -------- | -------- | --------------------------- | ---- |
| 1794 | 公路客運 | 国光客運 | 羅東転運站（羅東駅） - 三星 |      |

## 関連
- 台湾の鉄道駅一覧

## 隣の駅
林務局
羅東森林鉄路（羅東線）
大洲駅 - 万富駅 - 三星駅